# Nikandr Czibisow
Nikandr Jewłampijewicz Czibisow, ros. Никандр Евлампиевич Чибисов (ur. 24 października?/5 listopada 1892 w stanicy Romanowskiej, zm. 20 września 1959 w Mińsku) – generał pułkownik Armii Radzieckiej.

## Życiorys
Urodził się w stanicy Romanowskiej w obwodzie rostowskim. W 1913 roku został wcielony do armii rosyjskiej do Lejb-Gwardyjskiego Pułku Jegrów. Ukończył w 1915 roku  Peterhofską Szkołę Chorążych. Uczestnik I wojny światowej. Walczył na Froncie Zachodnim i Południowo-Zachodnim. Dowodził kompanią piechoty, za zasługi awansowany do stopnia sztabskapitana i nagrodzony trzykrotnie Krzyżem św. Jerzego.
W 1918 roku wstąpił do Armii Czerwonej. Brał udział w wojnie domowej, walcząc na Przesmyku Karelskim, pod Narwą, Pskowem, na Białorusi. Uczestniczył w tłumieniu powstania tambowskiego i w guberni woroneskiej. W tym czasie był kolejno: dowódcą plutonu, kompanii, batalionu, pułku, pomocnikiem szefa sztabu i szefem sztabu brygady strzelców.
Po zakończeniu wojny domowej w latach 1922-1937 pracował na stanowiskach sztabowych w dywizjach i korpusach Leningradzkiego Okręgu Wojskowego. W 1935 roku ukończył Wojskową Akademię im. M. Frunzego. W 1937 roku został dowódcą dywizji strzeleckiej a w 1938 roku korpusu. W latach 1938–1940 szef sztabu Leningradzkiego Okręgu Wojskowego.
W czasie wojny radziecko-fińskiej był szefem sztabu 7 Armii. W lipcu 1940 roku został zastępcą dowódcy Leningradzkiego Okręgu Wojskowego, a w styczniu 1941 roku dowódcą Odeskiego Okręgu Wojskowego i funkcję tę pełnił do ataku Niemiec na ZSRR.
W lipcu 1941 roku został dowódcą Samodzielnej Armii Nadmorskiej sformowanej na bazie Odeskiego Okręgu Wojskowego, która zajęła pozycję obronne nad Dniestrem. Po przełamaniu tej pozycji przez wojska rumuńskiej odwołany pod koniec lipca ze stanowiska.
W sierpniu 1941 roku został zastępcą dowódcy Frontu Briańskiego, a w dniach 7-13 lipca 1942 roku pełnił obowiązki dowódcy frontu.
W sierpniu 1942 roku z rozkazu Naczelnego Dowództwa zorganizował po raz drugi 38 Armię, którą następnie dowodził.
W 29 października 1943 roku został odznaczony tytułem Bohatera Związku Radzieckiego za umiejętne dowodzenie podczas forsowania Dniepru we wrześniu 1943 roku.
W listopadzie 1943 roku został dowódcą 3 Armii Uderzeniowej, a w kwietniu 1944 roku dowódcą 1 Armii Uderzeniowej.
W lipcu 1944 roku został komendantem Akademii Wojskowej im. Frunzego, funkcję tę pełnił do marca 1949 roku, został wtedy zastępcą przewodniczącego Komitetu Centralnego DOSAAF. W październiku 1949 roku został pomocnikiem dowódcy Białoruskiego Okręgu Wojskowego.
W 1954 roku przeniesiony do rezerwy. Zamieszkał w Mińsku, gdzie zmarł. Został pochowany na cmentarzu wojskowym w Mińsku.

## Awanse
- generał porucznik (4 czerwca 1940)
- generał pułkownik (7 listopada 1943)

## Ordery i odznaczenia
- Medal Złota Gwiazda Bohatera Związku Radzieckiego (29 października 1943)
- Order Lenina – trzykrotnie
- Order Czerwonego Sztandaru – trzykrotnie
- Order Suworowa I klasy
- Order Czerwonej Gwiazdy
- Krzyż św. Jerzego – trzykrotnie (w armii carskiej za zasługi w I wojnie światowej).